# Clara Sipprell
Clara Sipprell (1885-1975) est une photographe canadienne. Elle vit une grande partie de sa vie aux États-Unis. Elle est connue pour ses paysages picturaux et pour ses nombreux portraits d'acteurs célèbres, d'artistes et d'écrivains de son époque.

## Biographie

### Années de jeunesse
Clara Sipprell est née à Tillsonburg, en Ontario, au Canada, le 31 octobre 1885. Elle est le sixième enfant et la fille unique de François et Fanny Crabbe Sipprell. Son père meurt avant sa naissance, et sa mère doit travailler dans des emplois d'entretien ménager afin de prendre soin toute seule de sa famille. De plus Fanny Crabbe Sipprell a du mal à trouver du travail stable fiable. Les frères aînés de Clara Sipprell vivent pendant un certain temps avec leurs grands-parents maternels à une trentaine de kilomètres de leur domicile familial.
Quand ils deviennent adolescents, trois de ses frères s'installent à Buffalo, aux États-Unis. Son frère Frank obtient alors un emploi comme assistant d'un photographe. Les frères envoient régulièrement de l'argent à leur mère pour l'aider et l'encouragent à immigrer aux États-Unis quand elle le pourra. À l'âge de dix ans, Clara Sipprell et sa mère déménagent à Buffalo. En 1902, Frank Sipprell ouvre un petit studio de photographie à Buffalo. Sa sœur Clara est fasciné par tout ce qui se passe au studio, et elle s'initie à la photographie. À l'âge de seize ans, elle est engagée comme apprentie au studio de son frère. Au cours des dix années suivantes, elle apprend tous les aspects techniques de la photographie de l'époque. Plus tard, Sipprell écrit toute sa reconnaissance pour son frère Frank à la fois pour sa formation technique et sa formation esthétique, en disant
« Frank m'a appris tout ce que je semble savoir. Il m'a appris en me laissant seule avec mes erreurs, et pour cette raison que je n'ai jamais pris conscience de la limitation de la photographie »
— Clara Sipprell
.

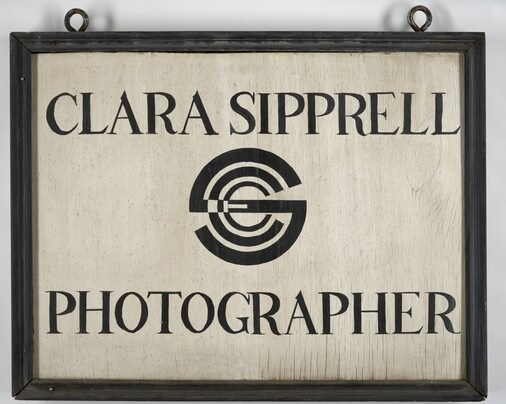
Enseigne commerciale de Clara Sipprell

Dans ses premières années de photographe, Sipprell prend des photos de paysages à Buffalo et en banlieue. En période d'apprentissage des aspects techniques de l'art, elle expérimente une large gamme de supports photographiques, y compris le bromoil, la gomme, le tirage au carbone et les tirages au platine. Elle fait également une série d'impressions couleur. En raison des travaux de George Eastman et de la création de la Eastman Kodak Company à Buffalo, la ville devint un centre important pour la photographie américaine au début du XXe siècle. Sipprell s'implique dans les activités du Camera Buffalo Club, qui, bien que l'adhésion soit interdite aux femmes, on la tolère et on lui permet de participer parce que son frère Frank est un membre actif du club. En 1910, elle expose ses premières photos au Camera Club, dont l'une remporte le deuxième prix au concours de portrait.
Malgré le fait qu'elle ne peut pas être un membre du club, car les femmes en sont exclues, Sipprell continue son travail de création et expose à chacune de leurs expositions annuelles. En 1913, elle remporte six prix du salon, plus que tous les membres masculins du club. Ce succès amène son exclusion du club.
Les photographies qu'elle a exposées lors de l'exposition attirent l'attention de Sydney Allen (en) (plus tard connu comme Sadakichi Hartmann ). Allen écrit deux avis très favorables sur le travail créatif de Sipprell. Ceci apporte à Sipprell des invitations à prendre la parole dans divers clubs de photo à New York, et bientôt elle passe plus de temps dans cette ville qu'à Buffalo.

### Années de notoriété
En 1915, Sipprell ouvre un studio de portrait à New York,,. Elle a très rapidement une longue liste de clients. Au cours des prochaines années, elle va photographier en studio les artistes les plus célèbres, de nombreux écrivains et d'autres icônes culturelles de l'époque, entre autres Alfred Stieglitz, Pearl S. Buck, Charles E. Burchfield, Fédor Chaliapine, Ralph Adams Cram (en), W. E. B. Du Bois, Albert Einstein, Robert Frost, Granville Hicks, Malvina Hoffman, Langston Hughes, Robinson Jeffers, Isamu Noguchi, Maxfield Parrish et Eleanor Roosevelt.
En tant que photographe de portrait, Sipprell cherche à transmettre un sentiment que toute la personne est unique,. Son travail photographique s'intéresse à la beauté simple du visage humain et au soft-focus des images. Tout au long de ses années de studio, elle garde cette même vision esthétique. Parallèlement elle continue à exposer son travail dans diverses expositions d'art.

## Vie privée
Dans la fin des années 1910, Sipprell rencontre une jeune femme, Irina Khrabroff qui devient son amie intime, sa compagne de voyage, et plus tard, son gestionnaire de studio. En 1923 Khrabroff épouse un homme nommé Feodor Cekich, et les trois vivent ensemble pendant plusieurs années. En 1924, le trio voyage en Europe, où Sipprell photographie la côte Adriatique, et, grâce à des connaissance de Khrabroff, Sipprell peut photographier des membres de la communauté artistique de Moscou entre autres la comtesse Alexandra Tolstoï, Sergueï Rachmaninov et Serge Koussevitzky. Deux ans plus tard Sipprell et Khrabroff, sans son mari cette fois, se rendent en Yougoslavie, pour y faire une série de photographies sur les gens de la campagne et les paysages ruraux. En 1935, l'amitié particulière entre les deux femmes se termine.

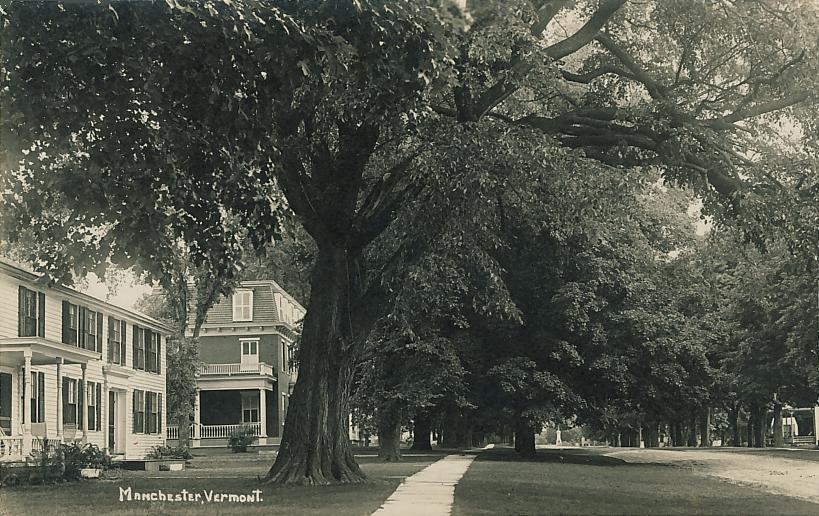
Manchester au Vermont

En 1937 Sipprell déménage à Manchester au Vermont. Ceci à la suggestion des poètes Walter Hard et Robert Frost. Peu de temps après, elle rencontre Phyllis Fenner, écrivaine, bibliothécaire, et anthologiste de livres pour enfants. Quatorze ans plus jeune que Sipprell, Fenner aménage dans la même maison que Sipprell. Cette relation se poursuit pendant 38 années de vie. Dans le milieu des années 1960, l'architecte Harold Olmstead leur construit une maison à Manchester, qui comprenait deux chambres noires. Il n'est pas clair pour les historiens de l'art si la relation Fenner - Sipprell était lesbienne, car ces choses étaient très cachés à l'époque mais la longueur et la stabilité de cette relation indiquent un niveau d'engagement entre les deux femmes. Clara Sipprell décède en avril 1975 à l'âge de 89 ans. Elle aura travaillé dans ses chambres noires jusqu'à la veille de son décès.
Au cours de sa vie son travail photographique a été montré dans plus de 103 expositions et elle a produit plusieurs milliers de photographies. Plusieurs collections de ses œuvres sont logés au musée Amon Carter et à l'université de Syracuse.